# Eupithecia bardiaria
Eupithecia bardiaria là một loài bướm đêm trong họ Geometridae.